# Stefan Jasnorzewski
Stefan Jerzy Jasnorzewski (ur. 20 sierpnia 1901 w Burzance, zm. 23 sierpnia 1970 w Londynie) – kapitan pilot Wojska Polskiego i Polskich Sił Powietrznych w Wielkiej Brytanii, uczestnik bitwy o Anglię, mąż poetki Marii Pawlikowskiej-Jasnorzewskiej.

## Życiorys

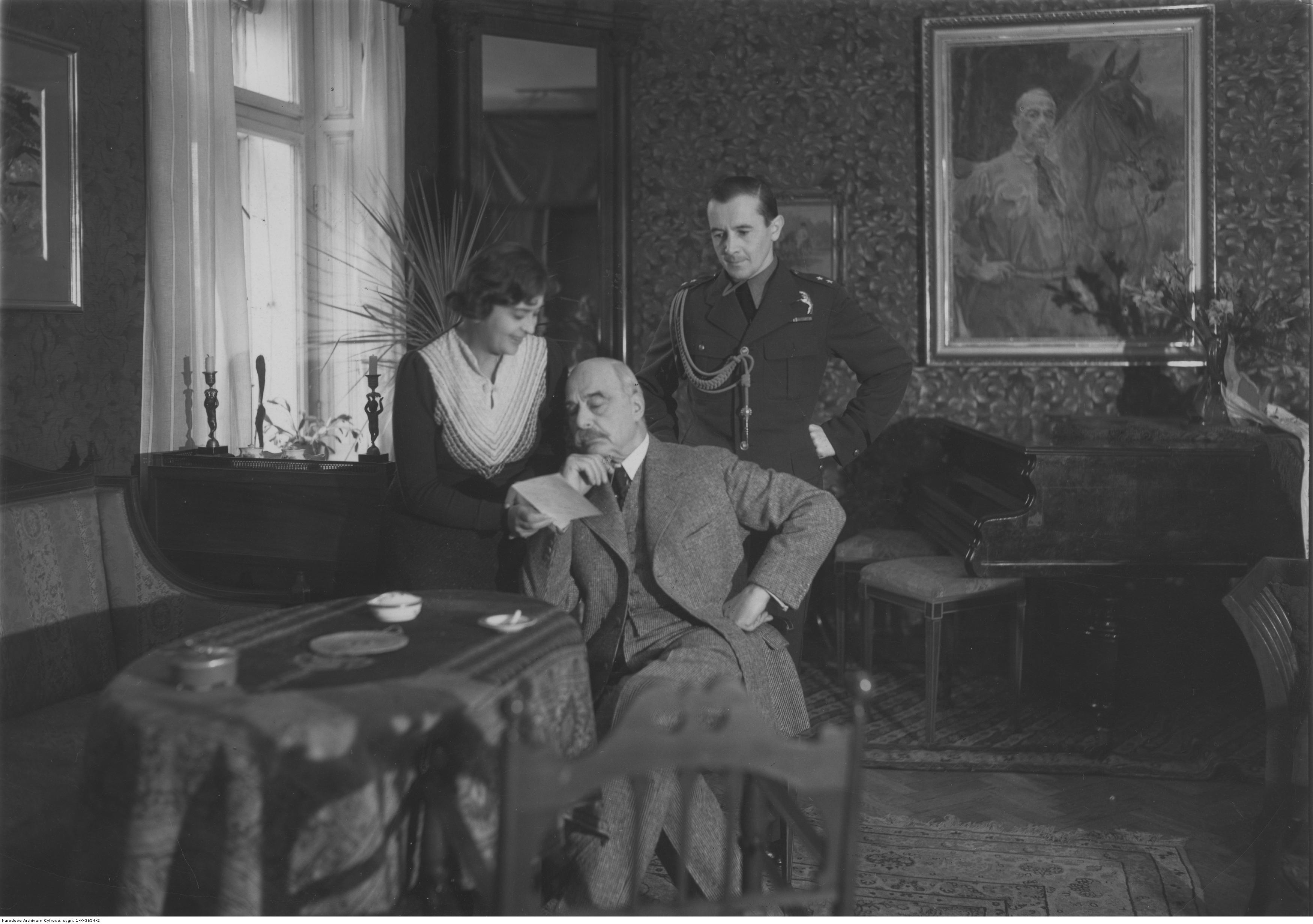
Wojciech Kossak z córką Magdaleną Samozwaniec i Stefanem Jasnorzewskim w salonie swojej willi w Krakowie; 1936

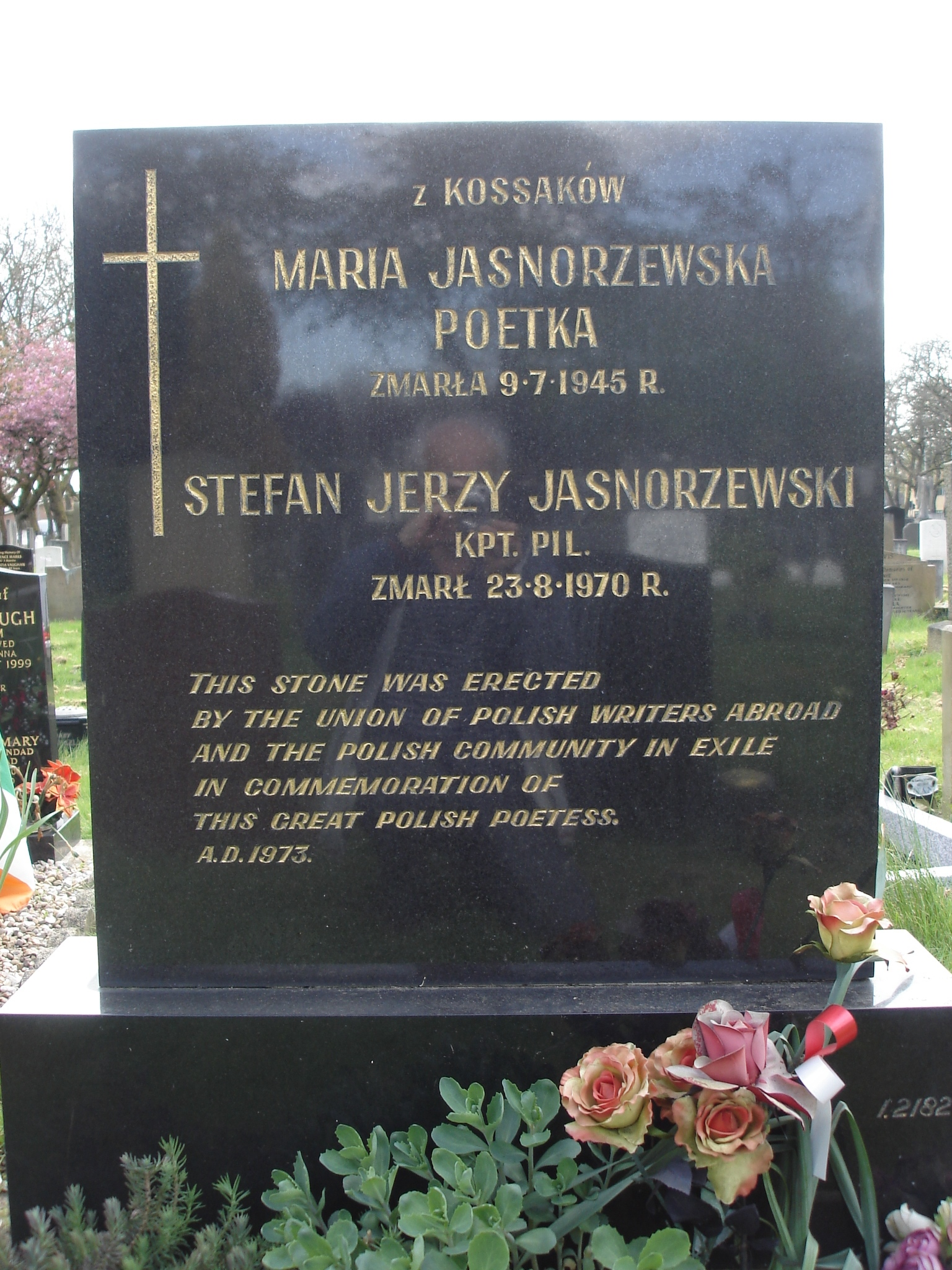
Grób Stefana Jasnorzewskiego i jego żony w Manchesterze

Syn Jerzego, pochodził z rodziny szlacheckiej, wczesne lata spędził w rodzinnym majątku ziemskim „Janiszówka” na Wołyniu, miał trzy siostry. Potem uczył się w szkole średniej w Kijowie; gdy wybuchła rewolucja październikowa wrócił do Polski. Był jednym z pierwszych lotników w odrodzonym wojsku polskim, był porucznikiem w 2 pułku lotniczym w Krakowie. Od listopada 1934 do lipca 1939 pełnił służbę w Centrum Wyszkolenia Lotnictwa nr 1 w Dęblinie na stanowisku instruktora i adiutanta.
W 1930 w Krakowie poznał poetkę Marię z Kossaków Pawlikowską, z którą ożenił się w 1931 w Poznaniu. Było to trzecie i ostatnie małżeństwo poetki. Wspólnie odbyli wiele podróży (Francja, Grecja, Afryka, Włochy i Turcja).
Po wybuchu II wojny światowej wraz z żoną, przez Lwów (gdzie 5 września 1939 Jasnorzewski objął dowództwo lotnictwa) Zaleszczyki, Rumunię i Francję dotarł do Wielkiej Brytanii, gdzie zamieszkał w Blackpool, ośrodku RAF-u. Pracował tam jako naziemny personel techniczny oraz był pilotem uczestnikiem bitwy o Anglię, numer służbowy P-0571, w RAF miał stopień Flight Lieutenant (kapitan lotnictwa). Po śmierci żony w 1945 wycofał się z życia zawodowego. Został pochowany obok żony na Southern Cemetery w Manchesterze.
W 2015 opublikowano korespondencję (z lat 1940–1945) Jasnorzewskiego z żoną pt. Z Tobą jednym. Listy Marii Pawlikowskiej-Jasnorzewskiej i Stefana Jasnorzewskiego.

## Odznaczenia
- Srebrny Krzyż Zasługi
- Medal Lotniczy czterokrotnie
- Odznaka Pilota[5]